# Гайсинский, Юрий Александрович
Юрий Александрович Гайсинский (род. 26 сентября 1947, Полтава, УССР, СССР) — украинский государственный деятель, депутат Верховной Рады Украины I созыва (1990—1994), первый заместитель Генерального прокурора Украины (1992—1993), прокурор Киева (2000—2002), прокурор Киевской области (2002—2007).
Заслуженный юрист Украины (30.11.2000).

## Биография
Родился в рабочей семье.
В 1965—1966 годах работал столяром Полтавского горбыткомбината.
В 1966—1967 годах — плотник домоуправления Полтавы.
В 1970 году окончил с отличием Харьковский юридический институт по специальности юрист.
В 1970—1971 годах работал помощником прокурора Красноградского района Харьковской области.
В 1971—1972 годах проходил службу в рядах Советской Армии.
В 1972—1973 годах работал старшим юрисконсульт межколхозной юридической группы Полтавского района.
В 1973—1975 годах — помощник прокурора Красноградского района Харьковской области.
В 1975—1985 годах — прокурор Красноградского района Харьковской области.
С 1985 года — прокурор Московского района Харькова.
Член КПСС в 1975—1991 годах. Избирался депутатом городского совета, районного совета.
В 1990 году был выдвинут кандидатом в Народные депутаты Украины трудовым коллективом Всесоюзного научно-исследовательского и проектно-конструкторского института (ВНИПКИ) технологии машиностроения Харькова.
18 марта 1990 года был избран депутатом Верховной Рады Украины I созыва от Московского избирательного округа № 373 (Харьков). Входил в Народный совет. Председатель подкомиссии, член Комиссии Верховной Рады Украины по вопросам правопорядка и борьбы с преступностью.
Возглавлял временную комиссию Верховной Рады по расследованию событий августа 1991 года на Украине. 30 августа 1991-го как председатель парламентской комиссии сделал доклад Президиуму Верховной Рады Украины о роли КПУ в период ГКЧП (19-21 августа). После этого зачитал Указ о запрете деятельности КПУ, который внесли на рассмотрение Президиума Верховного Совета Украины. (Указ состоял из двух пунктов: 1- о запрете деятельности КПУ;2- о национализации имущества КПУ."За" проголосовали 19 членов Президиума, «против» - 1). Указом Президиума Верховной Рады деятельность КПУ была запрещена.
24 августа 1991 года Юрий Гайсинский голосовал за Акт независимости Украины.
С февраля 1992 по октябрь 1993 года — первый заместитель Генерального прокурора Украины. В мае 1993 года Указом Президента Украины ему присвоен чин Государственного советника юстиции 1 класса, что соответствует воинскому званию генерал-полковника .
В октябре 1993 года Верховным Советом Украины уволен с должности вместе с Генеральным прокурором, после чего новый Генеральный прокурор в декабре 1993-го издал приказ об увольнении его с должности (Верховный Совет мог увольнять с должности только Генпрокурора). 
В 1994—2000 годах — адвокат, директор киевской юридической фирмы «Корда».
С января 2000-го — зам. Генерального прокурора Украины — прокурор г. Киева. Приказом Генерального прокурора Украины в январе 2002-го восстановлен в должности первого заместителя Генпрокурора, но от этой должности отказался, продолжал работать прокурором Киева — зам. Генпрокурора.
С июля 2002 по июль 2007 года — прокурор Киевской области.
С 2007 года — адвокат, партнер адвокатского объединения «Юридичні гарантії».
Дочь Оксана - гражданская вдова Г. Кернеса, пара воспитывала её сына от предыдущего брака Родиона. 

## Общественная деятельность
В 1988-м — один из соучредителей общества «Мемориал» в Харькове.
Гайсинский полностью профинансировал возведение памятника жертвам погрома в селе Германовка Киевской области. До революции там около половины жителей были евреи. В гражданскую войну в 1919 году в Германовке был страшный погром, и евреев там не осталось. 